# 千草忠夫
千草 忠夫（ちぐさ ただお）（1930年（昭和5年） - 1995年（平成7年）1月12日）は、石川県の金沢市に在住しSM小説を主に執筆していた官能小説家。

## 経歴
雑誌『奇譚クラブ』1960年2月号に「懸賞愛読者原稿入選作品」として掲載された「雌雄」で官能小説家としてデビュー。以降、メインのペンネーム・千草忠夫の他に、九十九十郎・珠州九・八巻令・三鬼俊・並木梗太郎・乾正人など多数の筆名を使い分けながら、35年間に及ぶ精力的な創作活動を続けた。
著書は2009年（平成21年）現在の時点で約250冊におよび（同一内容作品の別版も含む）、読者の年齢層を問わず愛読されるが一方で短中編作品には未書籍化のものも多い。なお、他のペンネームの使用は創作初期の際に事例が多いとされ、これは同一の雑誌に新人の原稿が複数載ることや競合誌に新人の作品が多く掲載されることを文壇的な事情で配慮したためといわれている。
また絵心があり、千百蘭のペンネームで縛り絵を執筆している。
1995年（平成7年）1月12日に没した。享年64。千草の死後10年以上が経った2009年（平成21年）現在までその遺された作品は機会を見て書籍として復刊、また雑誌に再録などされている。
本業は金沢市の私立高校（女子高）教諭だったとされる。

## 執筆作品の掲載雑誌
以下に千草の作品が掲載されていた雑誌のうち、主要なものを挙げる。
奇譚クラブ、裏窓 SMマガジン、増刊SMセレクト、SMセレクト、えろちか、SMファン、増刊SMファン、問題SM小説、SMキング、パンチSM 小説S＆Mスナイパー、小説SMファン、あぶろまん、SMプラザ、SM秘小説、サスペンスマガジン、S・Mマガジン、SMコレクター、増刊SMキング、SMギャラリー、アブハンター、別冊SMファン、小説官能読切、別冊SMエロス、SMマニア、S＆Mスナイパー、SM愛撫術 SMスピリッツ、増刊SMマニア、SM遊戯術、Vコミック、S＆Mフロンティア、SM奇譚、マニア倶楽部、SMクラブ、SM官能小説

## 主な作品

### 長編
「闇への供物」（80）「美肉の冥府」（83）「嬲獣」（83）「悶え火」（84）「姦のカーニバル」（84）「奴隷牧場」（87）「凌辱教室」（89） 「姦虐ゲーム」（90）「悪魔のバイブル」（94）「プリアポスの神」（95）「竜也無頼」（2001）ほか。

### 短・中編
「華麗なる肉のキャンバス」（72）「被虐の契り」（74）「狂おしき華燭」（77）「菊花すすり泣き」（78）「魔の棲む肉」（78）「華燭の淫」（83）ほか。

### 漫画化作品
沖圭一郎により「姦虐ゲーム」が、間宮聖士により「奴隷牧場」「調教士」（「調教士狂」と改名）が漫画化されている。